# Elecciones generales de Ghana de 2000
Las elecciones generales de Ghana de 2000 fueron el tercer evento electoral realizado en el país desde la restauración de la democracia en 1992. Se realizaron el 7 de diciembre, con el objetivo de renovar la Presidencia de la República y el Parlamento. Debido a que la constitución de 1992 solo autorizaba al Presidente a ejercer dos mandatos consecutivos, el mandatario incumbente Jerry Rawlings, del Congreso Nacional Democrático (NDC), no se presentó a la reelección, respetando el límite de mandatos.
Estas elecciones tuvieron un carácter histórico para el país por diversos puntos. En primer lugar, ninguno de los candidatos presidenciales obtuvo la mayoría requerida en primera vuelta para ser elegido presidente, por lo que el 28 de diciembre se realizó una segunda vuelta electoral entre John Kufuor, del Nuevo Partido Patriótico (NPP), y John Evans Atta Mills, del Congreso Nacional Democrático, siendo la primera vez que ocurría esto bajo la nueva constitución y la segunda vez en la historia electoral del país. En dicha segunda vuelta, Kufuor derrotó a Atta Mills por un margen abrumador de casi el 57% de los votos. Por su parte, el NPP obtuvo mayoría simple en el legislativo con 99 de los 200 escaños. Uno de los asientos había quedado vacante como consecuencia de la muerte de un candidato durante la campaña, por lo que el 3 de enero de 2001 se realizó una elección parcial para dicha circunscripción, en la que el NPP obtuvo la victoria, obteniendo una mayoría clara de 100 escaños.
Rawlings reconoció la derrota de su partido y entregó el cargo a Kufuor el 7 de enero de 2001, y el nuevo Parlamento también prestó juramento ese mismo día, por lo que estos comicios marcaron el primer traspaso de mando entre dos presidentes de distintos partidos políticos a través de las urnas en la historia de Ghana.

## Candidaturas

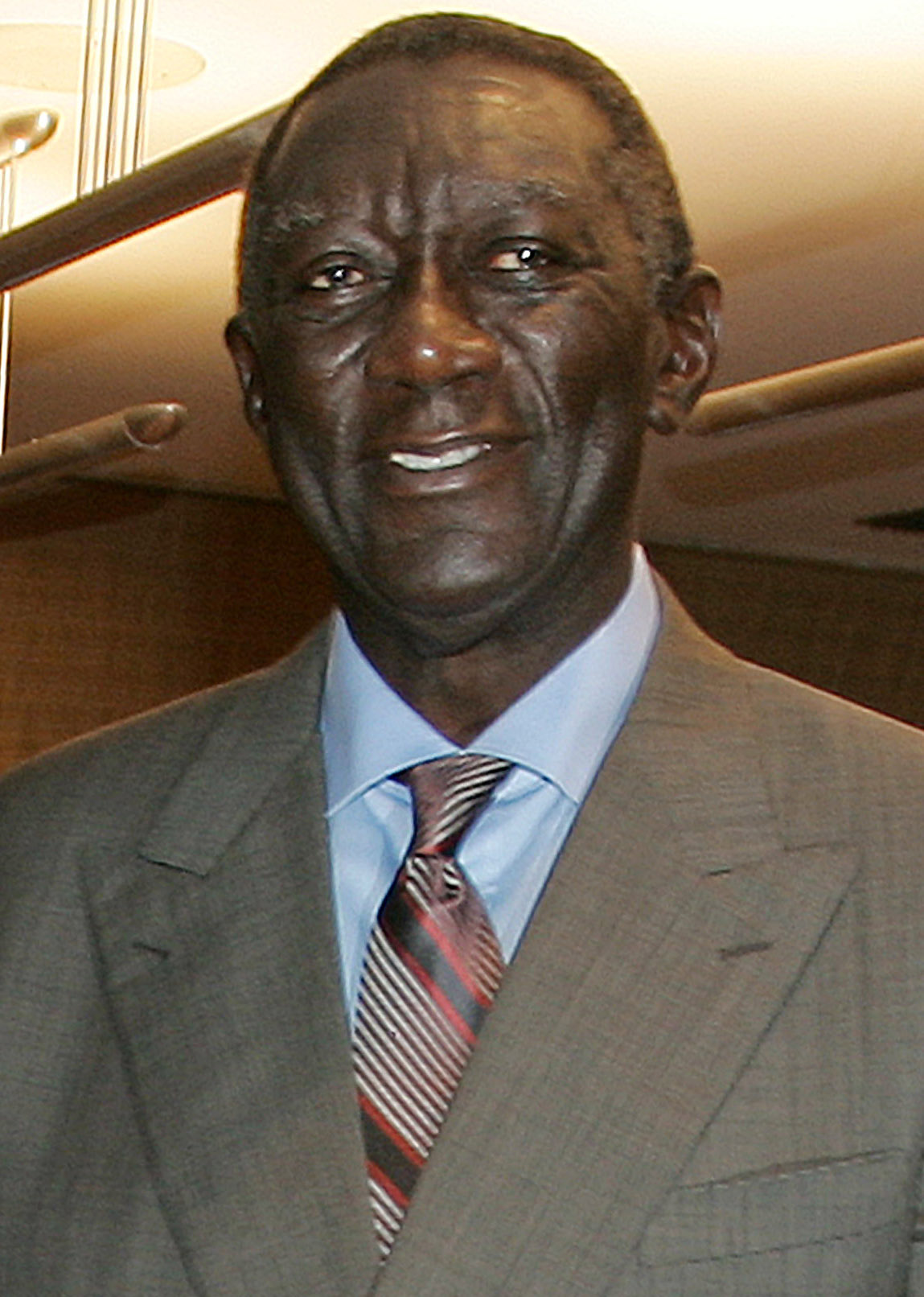
El presidente de Ghana, John Kufuor.

El Presidente incumbente, Jerry Rawlings, que había tomado el poder en un golpe de Estado en diciembre de 1981, y luego había sido ratificado legalmente en el cargo en elecciones democráticas en dos ocasiones (la primera en 1992 y la segunda en 1996), ya había cumplido dos mandatos constitucionales y, por lo tanto, no era elegible para la reelección. En su lugar su partido, el centroizquierdista Congreso Nacional Democrático, designó a John Evans Atta Mills, el vicepresidente saliente, como su candidato presidencial. Por su parte, el principal partido opositor, el conservador Nuevo Partido Patriótico, presentó nuevamente la candidatura de John Kufuor, que había sido derrotado por Rawlings en las anteriores elecciones. Solo el NDC y el NPP presentaron candidaturas en las 200 circunscripciones parlamentarias del país, mientras que los demás partidos solo presentaron algunas candidaturas.

## Campaña
La campaña de la primera vuelta fue en gran medida pacífica y sin demasiados brotes de violencia. Un incidente aislado ocurrió en Acra cuando partidarios del Nuevo Partido Patriótico se enfrentaron a partidarios del Congreso Nacional Democrático y destruyeron una oficina electoral de este último. A finales de noviembre de 2000, todos los candidatos a la presidencia y los dirigentes de los partidos políticos que participaron en las elecciones, además del NPP, firmaron un documento conocido como la Declaración de Osu en el que todos los signatarios se comprometieron a llevar a cabo sus campañas de tal manera que se evitara cualquier tipo de violencia y también se juró impedir que sus partidarios se involucraran en actos que pudieran perturbar la paz.
En una victoria para el partido gobernante, la Corte Suprema dictaminó que el uso de las tarjetas de identidad de los votantes con huella dactilar sería válido en las elecciones. El NPP había argumentado que el uso de estas tarjetas permitiría al partido gobernante manipular las elecciones, pero la Corte Suprema respondió declarando que, dado que solo el 80% del electorado contaba con las nuevas tarjetas de identificación, su no aplicación privaría a un número muy amplio de ghaneses de su derecho a voto.
El NPP basó su campaña en comprometerse a paliar la crisis económica iniciada bajo el gobierno de Rawlings. Se considera ampliamente que el malestar general contra el Presidente saliente, sobre todo las violaciones a los derechos humanos cometidas entre 1981 y 1992, pudieron ser un detonante para la victoria que obtendría la oposición.

## Primera vuelta

### Resultado general
Las elecciones generales se llevaron a cabo el 7 de diciembre. El día de la votación fue tranquilo con la gente haciendo fila durante horas para votar. Sin embargo, las elecciones fueron estropeadas por enfrentamientos esporádicos entre los partidarios de los dos partidos rivales y se impuso un toque de queda del anochecer al amanecer en la ciudad norteña de Bawku, donde al menos trece personas murieron. En el resto del país la votación fue pacífica.
Los resultados se dieron a conocer el 9 de diciembre, Kufuor se alzaba con una estrecha victoria por encima del oficialismo, con el 48% de los votos. Atta Mills obtuvo el 44%, siendo la primera derrota electoral del partido desde su formación en 1992. Todos los otros candidatos juntaron poco más del 7% de los votos todos juntos.
|  | 48.17 % |

|  | 44.54 % |

|  | 2.92 % |

|  | 1.78 % |

|  | 1.21 % |

|  | 1.04 % |

|  | 0.34 % |

|  | 98.42 % |

|  | 1.58 % |

|  | 100 % |

|  | 61.74 % |

### Resultados por región
| Región                      |                 |                     |                     |                   |                   |                  |                  |                    |                    |                 |                 |                   |                   |       |
|                             |                 |                     |                     |                   |                   |                  |                  |                    |                    |                 |                 |                   |                   |       |
| John Kufuor NPP             | John Kufuor NPP | John Atta Mills NDC | John Atta Mills NDC | Edward Mahama NCP | Edward Mahama NCP | George Hagan CPP | George Hagan CPP | Augustus Tanoh NRP | Augustus Tanoh NRP | Dan Lartey EGLE | Dan Lartey EGLE | Wereko-Brobby GUM | Wereko-Brobby GUM |       |
| Votos                       | %               | Votos               | %                   | Votos             | %                 | Votos            | %                | Votos              | %                  | Votos           | %               | Votos             | %                 |       |
| Ashanti                     | 950.597         | 74.80%              | 286.012             | 22.51%            | 15.776            | 1.24%            | 5.750            | 0.45%              | 4.466              | 0.35%           | 5.940           | 0.47%             | 2.303             | 0.18% |
| Brong-Ahafo                 | 306.506         | 50.58%              | 270.465             | 44.63%            | 10.337            | 1.71%            | 4.087            | 0.67%              | 6.634              | 1.09%           | 6.331           | 1.04%             | 1.652             | 0.27% |
| Central                     | 259.367         | 49.67%              | 227.234             | 43.51%            | 2.754             | 0.53%            | 17.168           | 3.29%              | 7.236              | 1.39%           | 6.962           | 1.33%             | 1.479             | 0.28% |
| Oriental                    | 376.296         | 52.94%              | 308.038             | 43.34%            | 5.111             | 0.72%            | 6.731            | 0.95%              | 6.777              | 0.95%           | 6.002           | 0.84%             | 1.792             | 0.25% |
| Gran Acra                   | 580.163         | 53.10%              | 459.884             | 42.09%            | 16.806            | 1.54%            | 10.256           | 0.94%              | 15.687             | 1.44%           | 6.065           | 0.56%             | 3.790             | 0.35% |
| Norte                       | 166.827         | 29.57%              | 286.348             | 50.76%            | 45.804            | 8.12%            | 38.252           | 6.78%              | 12.990             | 2.30%           | 10.268          | 1.82%             | 3.604             | 0.64% |
| Alta Oriental               | 53.225          | 18.99%              | 139.665             | 49.82%            | 69.735            | 24.88%           | 3.945            | 1.41%              | 5.503              | 1.96%           | 5.989           | 2.14%             | 2.265             | 0.81% |
| Alta Occidental             | 27.714          | 15.51%              | 111.345             | 62.29%            | 27.824            | 15.57%           | 2.336            | 1.31%              | 4.295              | 2.40%           | 3.818           | 2.14%             | 1.410             | 0.79% |
| Volta                       | 46.272          | 7.90%               | 505.614             | 86.28%            | 2.638             | 0.45%            | 7.864            | 1.34%              | 12.661             | 2.16%           | 7.819           | 1.33%             | 3.177             | 0.54% |
| Occidental                  | 281.057         | 49.13%              | 256.449             | 44.83%            | 4.942             | 0.86%            | 18.722           | 3.27%              | 4.592              | 0.80%           | 4.735           | 0.83%             | 1.602             | 0.28% |
| Fuente: Ghana Election 2000 |                 |                     |                     |                   |                   |                  |                  |                    |                    |                 |                 |                   |                   |       |

## Segunda vuelta

### Resultado general
Debido a que ninguno de los candidatos obtuvo más del 50% de los votos válidos, debió realizarse una segunda vuelta electoral el 28 de diciembre. La participación disminuyó ligeramente con respecto a la primera vuelta, y Kufuor obtuvo una aplastante victoria con casi el 57% de los sufragios, mientras que la intención de voto a Atta Mills también decreció a un 43% con respecto al 44% obtenido anteriormente. El oficialismo reconoció su derrota al anunciarse los resultados.
|  | 56.90 % |

|  | 43.10 % |

|  | 98.80 % |

|  | 1.20 % |

|  | 100 % |

|  | 60.37 % |

### Resultados por región
| Región                               |                 |                     |                     |        |
|                                      |                 |                     |                     |        |
| John Kufuor NPP                      | John Kufuor NPP | John Atta Mills NDC | John Atta Mills NDC |        |
| Votos                                | %               | Votos               | %                   |        |
| Ashanti                              | 972.170         | 80.50%              | 235.502             | 19.50% |
| Brong-Ahafo                          | 337.597         | 59.65%              | 228.359             | 40.35% |
| Central                              | 301.139         | 60.25%              | 198.682             | 39.75% |
| Oriental                             | 484.131         | 63.50%              | 278.325             | 36.50% |
| Gran Acra                            | 616.729         | 60.44%              | 403.725             | 39.56% |
| Norte                                | 239.048         | 48.55%              | 253.296             | 51.45% |
| Alta Oriental                        | 111.987         | 41.63%              | 156.997             | 58.37% |
| Alta Occidental                      | 64.165          | 38.04%              | 104.534             | 61.96% |
| Volta                                | 67.970          | 10.81%              | 560.929             | 89.19% |
| Occidental                           | 344.054         | 62.46%              | 206.761             | 37.54% |
| Fuente: Ghana Election 2004 (Runoff) |                 |                     |                     |        |

## Elecciones parlamentarias
En el plano legislativo, las elecciones se realizaron a tiempo en 199 de las 200 circunscripciones, debido a la muerte del candidato del NPP por el distrito de Asutifi Sur, Philip Kofi Adjapong Amoah, el 3 de diciembre, en plena campaña electoral. El NPP obtuvo una pluralidad de 99 escaños, mientras que el NDC, que hasta entonces contaba con mayoría absoluta, decreció hasta los 92. El PNC obtuvo 3 escaños y el PCP solo 1, mientras que los otros cuatro asientos fueron ocupados por candidatos independientes. El 3 de enero de 2001 se realizó una elección parcial en Asutifi Sur para cubrir el escaño vacante. La viuda de Amoah, Cecilia Djan Amoah, reemplazó la candidatura de su esposo y obtuvo la victoria con el 51% de los votos, dando al NPP una mayoría absoluta exacta.
|  | 44.98 % |

|  | 41.21 % |

|  | 3.44 % |

|  | 2.25 % |

|  | 1.31 % |

|  | 0.50 % |

|  | 6.30 % |

|  | 98.45 % |

|  | 1.55 % |

|  | 100 % |

|  | 62.00 % |